# Argumentationsteori
Argumentationsteori er en af de underdiscipliner man finder inden for filosofi.

Sammen med logik, der er en anden af filosofiens underdiscipliner, så undervises man i argumentationsteori i at argumentere for sine synspunkter.

Det indbefatter, at man lærer at identificere grundelementerne i argumenter for både at kunne gennemskue styrken af andres måde at argumentere på

samt forme utvetydige, gyldige og empirisk sande argumenter selv.

## Grundlæggende ting

### Argumenter
Et argument består altid af mindst to ting: Påstand og begrundelse.

Maks én påstand, mindst én begrundelse.
Man kalder også disse for præmisser (begrundelserne) og konklusion (påstanden).

### Påstande
En påstand og et argument forsøger begge at overbevise om at noget ér/bør være på en bestemt måde,

men en påstand alene har ingen begrundelse - det har et argument altid.
Påstande har derfor meget mindre styrke end argumenter, da begrundelse er vigtigt for vores afklaring af, hvad der er sandt og falsk.

For begrundelser giver os mulighed for at tjekke, hvad der ligger bag påstande.
For at kunne be/afkræftes, så må påstande altid indeholde et grundled og et udsagnsled, og må altid kunne være sande eller falske.
Et grundled er den ting/person man taler om.

Et udsagnsled er hvad tingen/personen er eller gør.

### Begrundelser
En begrundelse er den årsag, følge eller observation man støtter sin påstand med.

Ikke bare en gentagelse af påstanden.

Kun begrundelser kan fungere som støtte i et argument (til den lagte påstand). Påstanden er aldrig begrundende for dém, da det fører til fejlslutninger.
Enhver begrundelse må også altid indeholde grundled+udsagnsled, og kunne være sand/falsk.

### Barmhjertighedsprincippet
Af og til kan et udsagn være formuleret på en måde, hvor det bliver uklart for en hvad pointen er.

Her må man se på hvad intentionen var, for at forstå afsenderen.

Kan man dog ikke tyde intentionen, fx pga. at pointen udtrykkes i en tekst, så må man se hvordan udsagnet er stærkest,

hvis man skal forme så stærkt et modargument som muligt selv:
Dette er hvad barmhjertighedsprincippet går ud på: At vælge den stærkeste fortolkning over den svageste

og lade tvivlen komme personen til gode.

## Standardisering
At standardisere er at skære udsagn op i deres bestanddele for at tyde hvad egentlig udgør påstand og begrundelse,

og om argumentet, hvis der er et, er stærkt eller svagt.

Der er flere måder at gøre dette på.
Via følgende uddrag fra René Descartes’ værk Meditationer over den første filosofi, så gives her et eksempel på hvordan man kan standardisere:

| „ | It only remains to me to examine into the manner in which I have acquired this idea from God; for I have not received it through the senses, [since] it is never presented to me unexpectedly, as is usual with the ideas of sensible things when these things present themselves, or seem to present themselves, to the external organs of my senses; nor is it likewise a fiction of my mind, for it is not in my power to take from or add anything to it; and consequently the only alternative is that it is innate in me, just as the idea of myself is innate in me. | “ |

### Opdelingsmåde: Numerisk/alfabetisk
```
K: The only alternative is that the idea (of God) is innate in me, just as the idea of myself is innate in me.

1a: I have not received this idea through the senses.

1a.a: The idea is never presented to me unexpectedly.

1a.b: It is usual with the ideas of sensible things to present themselves unexpectedly.

2a: Nor is the idea likewise a fiction of my mind.

2a.a: It is not in my power to take from or add anything to the idea.
```

"K" er konklusionen. Alle følgende opdelinger er dens præmisser.

"1a" er dermed en præmis til "K", og "1a.a" samt "1a.b" er underpræmisser til "1a".

Præmisser kan potentielt set have uendelige underpræmisser, men her nøjes vi med noget begrænset.
"2a" er en anden præmis til "K". Den begrundes af underpræmissen "2a.a".

Til denne måde kan man også udelukkende bruge tal (fx 1.1 og 2.1), bogstaver (fx A.a og B.a),

eller man kan bytte rundt på tal og bogstaver (fx A1 i stedet for 1a),

så længe man blot er konsistent gennem sin opdeling.
Man tyder påstand, begrundelser og underbegrundelser via indikatorord.

### Indikatorord
Disse påpeger hvilke dele af et argument, der følger af hinanden
og gør det muligt at opdele- samt analysere de udsagn, der er.
Følgende er eksempler:

(for præmisser)  "fordi/for/siden, at/i kraft af/da/pga., at"

(for konklusioner)  "derfor/som følge af/herved/heraf/det følger, at/pga. det, så"
Ved sætninger uden indikatorord laves den stærkest mulige tolkning (barmhjertighedsprincippet).

### Opdelingsmåde: Diagram
Billede kunne ikke uploades.

## Nødvendige og tilstrækkelige betingelser
Kortfattet kan man sige at nødvendige betingelser indikerer, at noget nødvendigvis må være tilfældet, hvor tilstrækkelige betingelser indikerer, at noget kan være tilfældet.
Visuelt kan man se det på denne måde:

Forestil dig en stor cirkel med en mindre cirkel inden i.

Den store cirkel repræsenterer en nødvendig betingelse, og den mindre cirkel en tilstrækkelig betingelse.
For at give mere mening til dette billede, så erstat den store cirkel med "Hund" og den lille cirkel inden i med “Chiuaua”.

Dette svarer nu til at sige, at alle Chiuauaer er hunde.
Folk kan af og til bytte rundt på nødvendige og tilstrækkelige betingelser, hvormed at ende i fejlslutninger.

Fx er det ikke tilfældet at alle hunde er Chiuauaer, da nogle hunde er af andre racer.

Ved at lære forskellen på de 2 betingelser, så lærer man at tyde det omfang ethvert argument arbejder med.

## Deduktion og induktion

### Deduktion
Når man er deduktiv, så drages en logisk følge inden for den viden man gives.

Hvad menes der med det?

Se på følgende eksempel:
Præmis 1: Alle mennesker er dødelige.

Præmis 2: Sokrates er et menneske.

Konklusion: Derfor er Sokrates dødelig.
Konklusionen findes >i< præmisserne.

### Induktion
Når man er induktiv, så bruges empiri til at forudsige, uden for ens viden, mere empiri

('empiri' er info samlet via sanserne).

For eksempel:
Præmis 1: Denne, første svane er hvid.

Præmis 2: Denne, næste svane er hvid.

Konklusion: Derfor er alle svaner hvide.
Man forsøger at lave en generalisering, der gælder for fremtidige eksemplarer af det man omtaler

(eller hændelser, så som at solen står op).

### Forskelle
- Typen af ting man erkender

Induktion: Ting opfattet direkte via sanserne (fysisk, i verden).

Deduktion: Ting opfattet uden sanserne, via tænkning (logisk, i årsager og konsekvenser).
- Hvor man udtaler sig om noget

Induktion: Uden for ens viden.

Deduktion: Inden for ens viden.
- Måden man bevæger sig på

Induktion: Fra noget specifikt (individuelle svaner) til noget generelt (alle svaner).

Deduktion: Fra noget generelt (alle mennesker) til noget specifikt (Sokrates).
- Graden af sikkerhed man arbejder med

Induktion: Sandsynlighed, bl.a. pga. Induktionsproblemet.

Deduktion: Nødvendighed, da det er logisk umuligt, at en konklusion her ikke er som spået

(og da universet, fra al observation lavet, følger grundreglerne i logik uden undtagelse).

## Konvergent og divergent tænkning

### Konvergent tænkning
I konvergent tænkning gennemgår man enkelte dele af viden for at sammensætte en konklusion.
Det kan også betyde at man gennemgår delene for at udpege den/dem, som i en given sammenhæng enten er blevet fastsat som rigtig,

eller som fremstår for en som det mest sandsynlige svar iblandt de dele man har.

### Divergent tænkning
Ved divergent tænkning starter man omvendt fra en given info, som en konklusion,

og overvejer om der fx er fortolkninger eller undtagelser til den.
Man afsøger ikke kun de svar, der virker åbenlyse eller er påpeget af andre,

men alle muligheder, der logisk kán være fra infoen man er givet.
Begge former for tænkning er nyttige at kende,
- da man kan risikere kun at bruge én af dem, hvis ikke man er opmærksom på sig selv i forhold til begge.
- da stærke argumenter formes af sind, der er i stand til, bevidst, at ransage sine argumenter via begge måder.

## Fejlslutninger
Fejlslutninger er inkonsistente/tvetydige/ikke-følgende og/eller usande måder at tænke på, logisk og/eller empirisk set.
Der er flere typer af dem:
- Formelle: Hvor konklusionen ikke følger logisk af præmisserne (og hvor argumentet dermed er ugyldigt).
- Uformelle: Hvor præmissen og/eller konklusionen ikke er sand (og hvor argumentet, eller dele af det, dermed er usandt).
- Sproglige: Hvor der er tvetydighed og/eller meningsskift i argumentet, som påvirker dets gyldighed, sandhed og/eller egentlige status som argument.

Fælles for alle typer af fejlslutninger er, at de på ingen måde gør argumenter mere sande og/eller gyldige. Tvært imod.
Hvorfor lære om fejlslutninger?

1. Fordi evnen til at tyde styrken af et argument er lige så vigtig for mental dannelse og al diskussion,

som evnen til at tyde argumenter fra tomme påstande er.

2. Fordi det at lære om fejlslutninger, i forlængelse af de grundlæggende ting, kan opøve vores evne til at tyde argumenters styrke.

### Eksempler på fejlslutninger
- Personangreb: Man angriber personen frem for bolden/argumentet.
- Stråmand: Man forvrænger andres udsagn i sine modargumenter (ligesom en stråmand uakkurat gengiver, hvad en levende person faktisk er).
- Personlig skepsis: Man afviser et argument fordi man ikke forstår det, fordi det er svært at forstå generelt eller ikke passer med ens egne, selektive rammer for hvornår noget er sandt.
- Intimidering: Man fremsætter meget kompleks viden og antager at folk, der ikke kan forholde sig til det tager fejl.
- Naivitet: Man antager at folk har ret fordi de kan fremsætte kompleks viden ("kompleks" betyder ikke "korrekt").
- Trussel: Man truer modparten for at få vedkommende til at opgive sit argument.
- Misledning: Man afleder samtalen fra hovedpunkterne i ens argument for fx at lede folk væk fra erkendelsen af hvor utilstrækkeligt det er.
- Afbrydelse: Man afbryder sin modpart, evt. på gentagende vis, for fx at holde folk fra at indse hvor utilstrækkelig ens argument er.
- Frustrationskneb: Man frustrerer modparten for fx at udstille vedkommende i et dårligt lys for dem man søger at overbevise.
- Udeblivende begrundelse: Man påstår at noget er sandt/falsk, fx ved "at sådan er det bare", når det ikke nødvendigvis er sådan (man eftertjekker ikke sine antagelser, men hævder stadig at de er sande).
- Falsk dilemma: Man opstiller et ultimatum, som ikke indbefatter alle mulighederne.
- Falsk dikotomi: Man stiller muligheder op imod hinanden som om de er gensidigt udelukkende, selvom de ikke er.
- Utilstrækkelig begrundelse

1. Flertallet: Man hævder noget er sandt/falsk fordi flertallet mener det.
2. Autoritet: Man hævder noget er sandt/falsk fordi en autoritet mener det, eller peger på folk som autoriteter når de ikke er det.
3. Tradition: Man hævder noget er sandt/falsk fordi det er en del af en tradition/fordi man har gjort det altid/i lang tid.
4. Innovation: Man hævder at noget er sandt/falsk fordi det er en del af en innovation/fordi man aldrig har prøvet det/har prøvet det i kort tid.

Selvom påstandene i disse fejlslutninger evt. er sande, så er begrundelserne utilstrækkelige, da begrundelseskilden i sig selv ikke altid har ret eller forudsætter korrekthed.
- Appel til følelser: Man kører på folks følelser, frem for logiske og empiriske omstændigheder.

Eksempel: Advokaten, der kører på hvor synd det er, at ofret har mistet sit barn (sympati).

Dette har intet at gøre med hvorvidt den mistænkte udførte forbrydelsen, eller ej.

Andre følelser, der kan køres på inkluderer vrede, glæde, sorg, håb, lettelse, frygt, afsky, skam, flovhed, jalousi, hengivenhed, ømhed, tillid, forventning, overraskelse, bekymringsløshed, forvirring.
- Ubegrundet antagelse:	Man antager, evt. på implicit vis, at ens konklusion er ubetvivleligt sand, selvom den er tvivlsom.
- Cirkulært ræsonnement: Man fremsætter en præmis, som begrundes af konklusionen, som begrundes af præmissen etc..

En konklusion har, så længe det ér en konklusion, aldrig en begrundende funktion.

Dette er præmissernes formål.
- Selektion: Man udvælger kun de eksempler som støtter ens argument, selvom der også tydeligvis er eksempler, der underminerer det.
- Generalisering: Man laver en fejlagtig/utilstrækkeligt begrundet generalisering.
- Appel til ignorance:

1. Man hævder at noget er sandt fordi det ikke er blevet bevist som falsk.
2. Man hævder at noget er falsk fordi det ikke er blevet bevist som sandt.

Fordi man endnu ikke har bevist/modbevist en påstand, så betyder det ikke at den dermed Er sand/falsk.

Blot at man endnu ikke har en endelig påvisning for/imod.
- Ønsketænkning:

1. Man afviser et argument som falsk fordi det taler imod noget man ønsker skal være tilfældet.
2. Man anerkender et argument som sandt fordi det bakker op om noget man ønsker skal være tilfældet.

Ønskning afgør ikke sandhed, andet end den om ønskningen selv.
- Øjeblikkelig alvidenhedskrav:	Man hævder at andre tager fejl fordi de ikke kan redegøre for alle implikationerne af deres argument her og nu.

Et argument bliver ikke mindre sandt/gyldigt af at indehaveren fx ikke husker visse dele af argumentet.

Redegørelsen af visse ting kan også kræve eftertanke.
- Spørgsmålsbombardering: Man stiller en overvældende række spørgsmål og antyder at den udspurgte tager fejl pga. manglende besvarelse af dem alle.
- Naturalistisk fejlslutning: Man hævder at fordi noget ér tilfældet, så bør det også være det (hvad end “bør’et” så henviser til at der vil blive opnået).
- Appel til naturen: Man hævder at fordi noget er naturligt, så må det også være godt (hvad end “godt” så betyder).
- Ingen sand skotte: Man omformulerer sine påstande hver gang de modvises.

Fejlslutningen her er at man søger at vinde argumentet i højere grad end man søger at påvise noget om verden.
- Glidebane: Man antager fejlagtigt at en hændelse vil lede til bestemte, absurde konsekvenser.

Konsekvenserne bliver absurde af natur pga. manglende redegørelse for leddene af ens konsekvensudregning.
- Falsk anekdote: Man afskriver en generel tendens eller statistik på grundlag af en personlig erfaring eller et andet, isoleret eksempel.

At man selv oplever noget afvigende betyder ikke at tendensen ikke gælder for andre.
- Falsk kompromis: Man antager fejlagtigt at sandheden/gyldigheden må ligge i midten af to, modstridende argumenter.
- Appel til hykleri: Man hævder at man fx kan begå en lovovertrædelse uden konsekvenser fordi at andre også gør det.
- Ladet spørgsmål: Man stiller et forudindtaget spørgsmål så den udspurgte ikke kan andet end at fremstå fx skyldig/utroværdig el. lign. i besvarelsen af det.
- Komposition: Man hævder fejlagtigt at fordi noget gælder for en ting, så må dette også gælde for alle tingens bestanddele.
- Division: Man hævder fejlagtigt at fordi noget gælder for en tings bestanddele, så må dette også gælde for tingen som helhed.
- Forhastet konklusion: Man danner en fejlagtig konklusion ud fra at drage antagelser, som ikke eksplicit er blevet be- eller afkræftet af den/dem man diskuterer med.
- Sammenhæng og årsag: Man hævder at en ting har forårsaget eller påvirket en anden ting, fordi de er sket samtidigt/fordi den ene skete før den anden/fordi den anden skete efter den første,
når det er muligt at hver har egne, uafhængige årsager.
- Falsk analogi: Man sammenligner ting som om de er mere ens end hvad de ér, eller leder til lign. konsekvenser, når de ikke nødvendigvis gør.
- Semantisk skift: Man bruger begreber på en måde, så de skifter betydning i ens argument.
- Tvetydighed: Man formulerer sit argument så det kan forstås på flere måder og at ens pointe dermed bliver uklar.

For at kunne be- eller afkræfte et argument, så må det være klart hvad argumentet antyder.
- Konsistensløs tale: Man siger noget så generelt, at ingen kan være hverken enig eller uenig.

I forhold til argumenter, så bøjer man her kravet om at påstande samt begrundelser må kunne være sande/falske i en grad, der svarer til helt at ignorere kravet.
- Fejlslutningsfejlslutning: Man hævder at fordi modparten har begået en fejlslutning, så tager vedkommende fejl.

En konklusion og/eller præmis kan stadig være sand, selvom argumentet er ugyldigt.
Omvendt kan et argument osse være gyldigt, men usandt.
- Ugyldighed: Man konkluderer noget, som ikke følger af præmisserne.
- Usandhed: Man konkluderer noget, som logisk og empirisk set ikke kan være andet end falsk.
- Kontradiktion: Man modsiger sig selv.

## Tankelovene
For både at kunne være konsistent i egne argumenter samt bemærke uoverensstemmelser i andres argumentation, så må man kende til de grundlæggende principper inden for logik. Disse inkluderer hhv. kontradiktionsprincippet, den udelukkede midte og identitetsloven.

## Fagskel
Et lignende fag er Retorisk Argumentation (der ikke er en fagfilosofisk underdisciplin).
Her lærer man om argumentationsformer, retoriske virkemidler og andet inden for kommunikation, typisk med udgangspunkt i Stephen Toulmin’s argumentationsmodel.
Området afviger på følgende, grundlæggende punkt:

Hvor argumentationsteori arbejder med sandheden, gyldigheden og tvetydigheden af argumenter,

så arbejder retorisk argumentation med selve leveringen, ift. at virke overbevisende overfor andre.

## Ekstern henvisning
- Filosoffen - Fejlslutninger Arkiveret 7. november 2016 hos  Wayback Machine